# 靈糧堂怡文中學
22°17′26″N 113°56′41″E / 22.29052°N 113.94482°E
靈糧堂怡文中學（英語：Ling Liang Church E Wun Secondary School，簡稱怡中）位於香港大嶼山東涌文東路37號，為一所以中文為主要授課語言的文法中學，於2002年創立。

## 歷史
此校連同毗鄰的靈糧堂秀德小學，均由香港靈糧堂於1998年申建，並獲批現址校舍。由於此校獲已故航運商人黃怡文家族贊助，因而冠名。
而由於校舍建設期較週邊屋苑的入伙期早，此校並沒有隨校舍於1999年建成而創立，而是一直丟空了三年，直至2002年才正式開辦。在空置期間，東涌天主教學校中、小學部曾於2000年借用該校舍率先創校，直至其位於逸東邨的中學部校舍落成為止。
自開辦初期，上述兩校已經結為一條龍學校，秀德小學的學生可繞過中央派位程序，直接升讀此校。

## 校舍
此校為一座1995年版的中學靈活式校舍，佔地面積為13,000平方米，設有26間課室及各種特別室。兩座校舍均由中冶集團承建，於1999年完工。
值得一提的是，此校校舍亦是全港最後一座啟用的靈活式校舍，而同期千禧校舍已獲廣泛採用。

### 校園照片

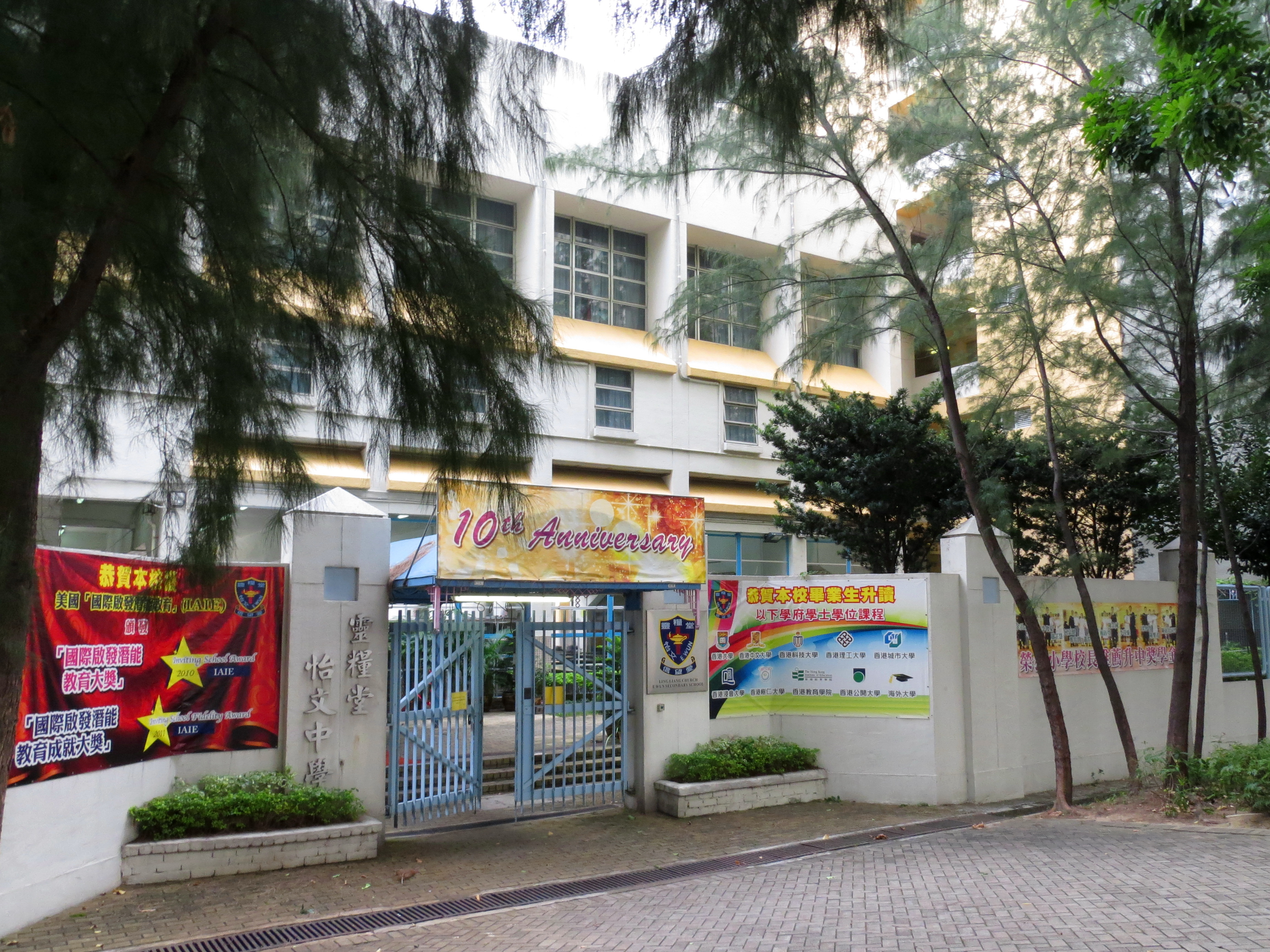
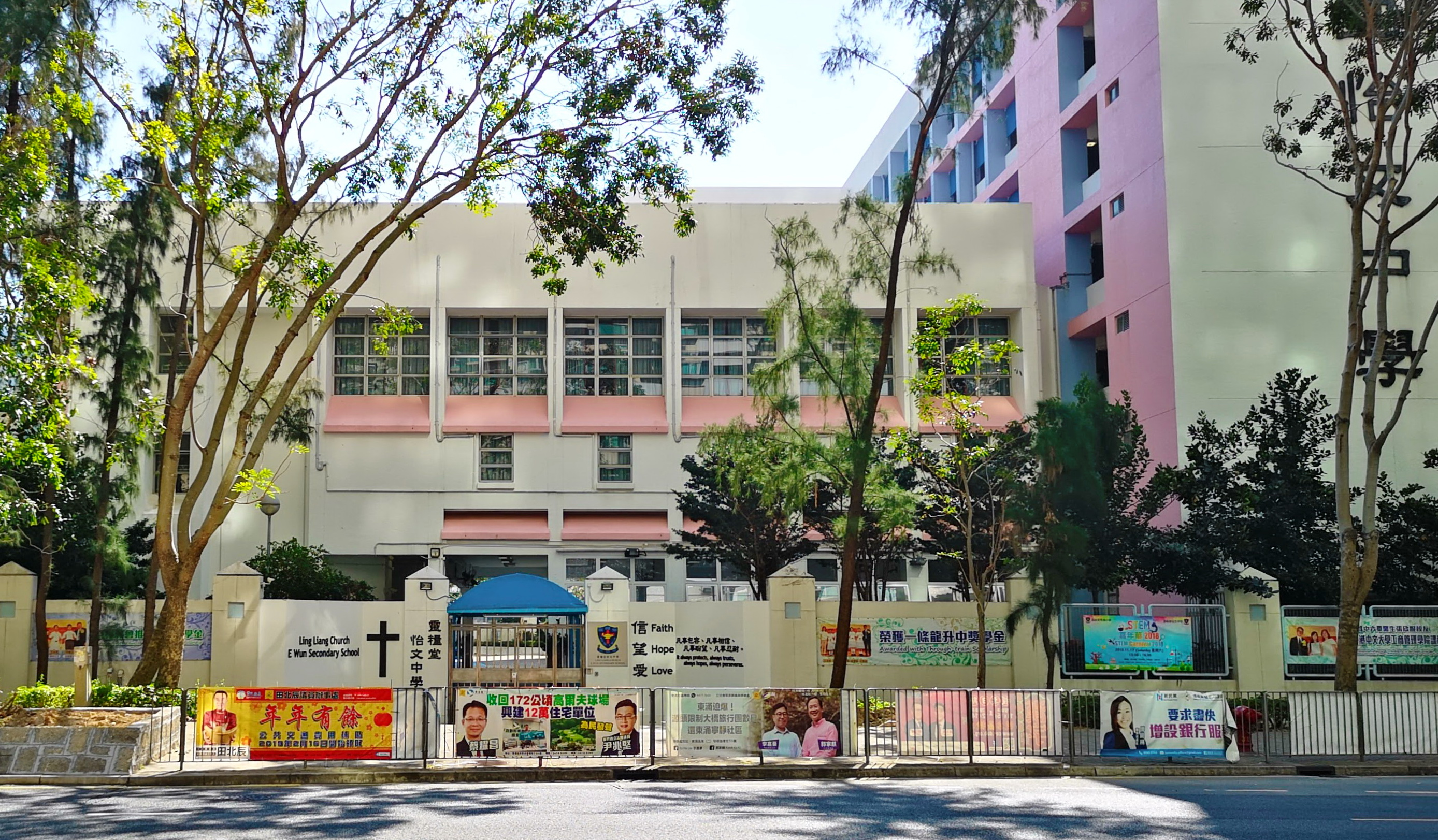

## 歷屆行政人員

### 校監[3]
- 2002年-2004年：張鍾雄 先生（創校校監）
- 2004年-2010年：胡展鵬 先生
- 2010年-？：陳瑞漢 長老（原嶺南中學校長，曾任同系劉梅軒中學及九龍/馬鞍山靈糧小學校監）
- ？年起：曾雅懿 女士（現任校監）

### 校長
- 2002年-2006年：盧偉成 先生（創校校長；由港澳信義會慕德中學轉職，後轉職至播道書院）
- 2006年-2017年：黃偉東 先生
- 2017年-2021年：羅偉文 先生
- 2021年-2023年：葉俊傑 先生
- 2023年起：何學良 先生（現任校長）

## 著名/傑出校友
- 徐加晴：香港女歌手
- 馬源正：香港影視、舞台劇男演員

## 註解
1. ↑  全稱「基督教靈糧世界佈道會香港靈糧堂堂務委員會」
2. ↑  黃怡文生前亦為香港靈糧堂會友，並曾贊助毗鄰此校的秀德小學。
3. ↑  而最後一座落成的同類校舍，是位於筲箕灣愛東邨的聖馬可中學，2000年12月完工，翌年1月正式遷入。

## 外部連結
- 靈糧堂怡文中學官方網頁 （页面存档备份，存于）